# Ołeh Protasow
Ołeh Wałerijowycz Protasow, ukr. Олег Валерійович Протасов, ros. Олег Валерьевич Протасов, Oleg Walerjewicz Protasow (ur. 4 lutego 1964 w Dniepropetrowsku) – ukraiński piłkarz i trener piłkarski, podczas kariery grał na pozycji napastnika, reprezentant Związku Radzieckiego i Ukrainy, wicemistrz Europy w 1988. Zdobył 29 bramek dla reprezentacji narodowej, co plasuje go na drugim miejscu za Ołehem Błochinem z 42 bramkami.

## Kariera zawodnicza

### Kariera klubowa
Na płaszczyźnie klubowej Protasow zaczynał karierę w Dnipro Dniepropietrowsk (1982–87), kontynuował ją w Dynamie Kijów, prowadzonym przez Walerego Łobanowskiego. Później grał w klubach zagranicznych: Olympiakos SFP (Grecja 1990–94), Gamba Osaka (Japonia 1994–95), PAE Weria (Grecja 1996) oraz AO Proodeftiki (Grecja 1998–99). Dwa razy zdobywał mistrzostwo ZSRR i raz został wybrany Radzieckim Piłkarzem Roku w 1987. Łącznie zdobył 125 goli w lidze ZSRR, co plasuje go na ósmym miejscu w historii.

### Kariera reprezentacyjna
Protasow zagrał w reprezentacji 68 meczów, wystąpił w Mistrzostwach Świata w 1986 oraz mundialu w 1990 roku. Na Euro 1988 zdobył dwie bramki. Zaliczył również jeden występ w reprezentacji Ukrainy, w roku 1994.

## Kariera trenerska
Po odejściu na piłkarską emeryturę, Protasow zajął się trenowaniem. W 2003 roku poprowadził Olympiakos SFP do tytułu mistrza Grecji, a w lecie 2005 przeszedł do Steauy Bukareszt z którą wywalczył w 2005 roku tytuł mistrzowski w Divizii A. W latach 2006–2008 prowadził rodzinny klub Dnipro Dniepropietrowsk, jednak nie zdobył z nim żadnych sukcesów. Potem trenował kluby Kubań Krasnodar oraz Iraklis Saloniki. 19 grudnia 2009 objął stanowisko głównego trenera FK Rostów. 13 maja 2011 po serii nieudanych meczów podał się do dymisji. 12 listopada 2011 podpisał kontrakt z kazachskim FK Astana, w którym pracował do kwietnia 2012. W lipcu 2012 stał na czele Dynama Mińsk. W czerwcu 2013 został zwolniony z zajmowanego stanowiska. 10 października 2014 r. został głównym trenerem rumuńskiej Astry Giurgiu. 3 marca 2015 został zwolniony.

## Sukcesy i odznaczenia

### Sukcesy klubowe

#### Dnipro Dniepropietrowsk
- mistrz ZSRR: 1983
- wicemistrz ZSRR: 1987
- brązowy medalista Mistrzostw ZSRR: 1984, 1985

#### Dynamo Kijów
- mistrz ZSRR: 1990
- wicemistrz ZSRR: 1988
- brązowy medalista Mistrzostw ZSRR: 1989
- zdobywca Pucharu ZSRR: 1990

#### Olympiakos SFP
- zdobywca Pucharu Grecji: 1992

### Sukcesy reprezentacyjne
- wicemistrz Europy: 1988
- uczestnik Mistrzostw Świata: 1986, 1990

### Sukcesy trenerskie
- mistrz Grecji: 2003

### Sukcesy indywidualne
- najlepszy piłkarza radziecki według tygodnika „Futboł”: 1987
- król strzelców Mistrzostw ZSRR: 1985, 1987, 1990
- 7-krotnie wybierany do listy 33 najlepszych piłkarzy ZSRR: 1983, 1984, 1985, 1987, 1988, 1990

### Odznaczenia
- tytuł Mistrza Sportu ZSRR: 1982
- tytuł Zasłużonego Mistrza Sportu ZSRR: 1988
- Order „Za zasługi” III klasy: 2004[9]
- Order „Za zasługi” II klasy: 2006[10].